# Amissidens hainesi
Amissidens hainesi es una especie de pez de la familia Ariidae en el orden de los Siluriformes.

## Morfología
• Los machos pueden llegar alcanzar los 32 cm de longitud total.
- Número de  vértebras:  49-50.[1]

## Hábitat
Es un pez demersal y de clima tropical.

## Distribución geográfica
Se encuentra al sur de Nueva Guinea y el norte de Australia.